# كوجي ياماغوتشي
كوجي ياماغوتشي (باليابانية: 山口 幸司) (مواليد 20 نوفمبر 1975)، هو لاعب كرة قدم سابق كان يلعب كمدافع.